# Kanton L'Hermenault
Kanton L'Hermenault (fr. Canton de L'Hermenault) je francouzský kanton v departementu Vendée v regionu Pays de la Loire. Tvoří ho 12 obcí.

## Obce kantonu
- Bourneau
- L'Hermenault
- Marsais-Sainte-Radégonde
- Mouzeuil-Saint-Martin
- Nalliers
- Petosse
- Pouillé
- Saint-Cyr-des-Gâts
- Saint-Laurent-de-la-Salle
- Saint-Martin-des-Fontaines
- Saint-Valérien
- Sérigné